# エキソデオキシリボヌクレアーゼI
エキソデオキシリボヌクレアーゼI(Exodeoxyribonuclease I、EC 3.1.11.1)は、酵素である。以下の化学反応を触媒する。
核酸を3'から5'方向にエキソ型で切断し、ヌクレオシド-5'-リン酸を生成する。
一本鎖DNAを選択的に切断する。大腸菌の持つ酵素で、グリコシル化されたDNAを加水分解する。